# ビンス・フォスター

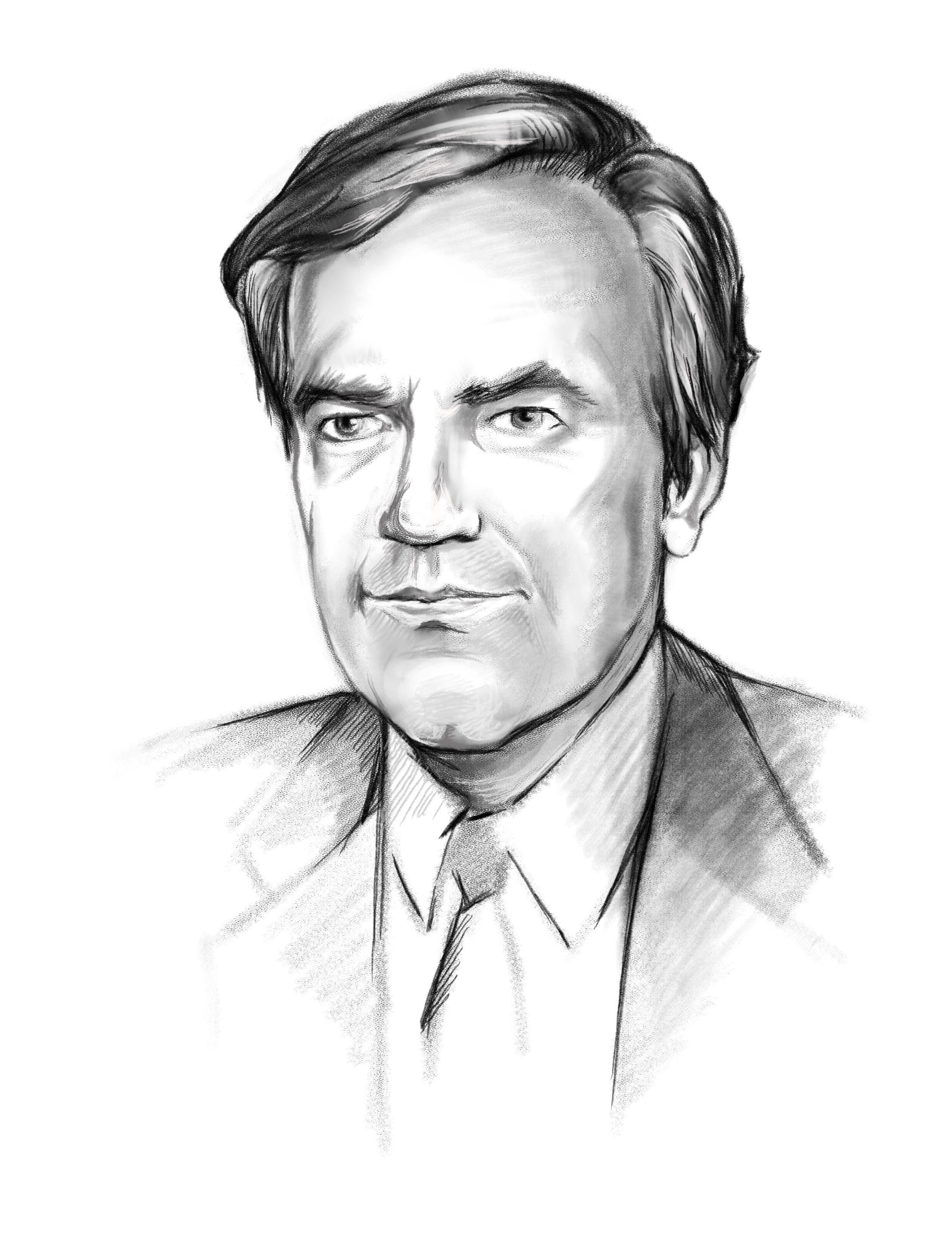
ビンス・フォスタースケッチ。

ビンス・フォスター（Vince Foster、1945年1月15日 - 1993年7月20日）は、アメリカ合衆国の弁護士、後にクリントン政権の大統領次席法律顧問 (Deputy White House Counsel) 。

## 人物
アーカンソー州ホープで生まれ育つ。ビル・クリントン元大統領が4歳まで過ごした祖父母の家の裏庭がビンスの家の裏庭と隣合わせていて、2人は幼馴染だった。アーカンソー大学で学んだビンスはアーカンソー州弁護士試験にトップで合格し、後にヒラリー・クリントンが働くことになるアーカンソー州リトルロックのローズ法律事務所に入りパートナーとなった。ビルの政治活動の支持者であり、またヒラリーの親友だった。
1993年クリントン政権の大統領次席法律顧問に任命されるが、同年ヴァージニア州のフォート・マーシー公園でコルト銃を手に死んでいるところが発見された（後の司法省などの調査では自殺とされた）。その後、ビンスの死んだ晩、上司で大統領法律顧問のナスバウムが、リトルロック時代のビルとヒラリーの弁護士を勤めていたビンスが保有していたホワイトウォーターに関連のあるファイルをビンスのオフィスから持ち出していたことが分かったため、ホワイトウォーター疑惑の隠蔽のために殺されたのではという噂が流れた。